# Angelo Parisi
Angelo Parisi, (* 3. ledna 1953, Frosinone, Itálie) je judista italského původu, který reprezentoval Velkou Británii a od roku 1977 Francii v kategorii bez rozdílu vah, těžkých vah a polotěžkých vah. Je rekordmanem v počtu získaných olympijských medailí mezi muži judisty.

## Životopis
Rodák z malé italské vesničky nedaleko Říma emigroval s rodiči do Velké Británie jako tříletý chlapec. S judem začal v polovině 60. let minulého století ve škole v Battersea. S judem se věnoval i rugby, ale když se měl rozhodovat u kterého sportu zůstat zvolil judo. V roce 1967 se stal členem nejstaršího evropského klubu Budokwai. Je vyučeným cukrářem a ve svých sportovních začátcích se živil jako zmrzlinář. Na západního Evropana měl výbornou techniku v postoji. Především techniky rukou seoi-otoshi, tai-otoshi, morote seoi-nage nebo techniky nohou ( ashi-waza). Jeho největší slabinou byly obrovské výkyvy formy. Chyběla mu ona soutěživost, odhodlanost vyhrát. Když neměl svůj den vypadl v prvním kole s o třídu slabším soupeřem. Parisi byl a je specifický člověk ve všech směrech, velká osobnost.

## Kariéra

### Spojené království
Jeho kariéra byla od vstupu do Budokwaie nalajnovaná velmi vysoko. V 16 letech se stal mistrem Anglie, v 18 letech juniorským mistrem Evropy a v 19 letech v roce 1972 dokonce mistrem Evropy mezi seniory v kategorii polotěžkých vah, ve které v začátcích své kariéry zápasil. Na mistrovství Evropy v roce 1972 porazil pozdějšího olympijského vítěze Čočišviliho.
Před olympijskými hrami v Mnichově 1972 mu logicky mu narostla křídla, která mu však srazila Britská Judistická Asociace (BJA), která ho nominovala do kategorie bez rozdílu vah. Los mu přál. Tři největší favorité na medaile, Nizozemec, Japonec a Sovět, které doplňoval domácí Němec, byli nalosovaní do spodní části pavouka. V prvním kole se utkal s Východoněmcem Henningem. Po velmi opatrném začátku se první osmělil Parisi technikou nohou poslal Henninga na zem a do držení. Ve druhém kole se utkal s Čechoslovákem Jáklem. Jákl se v úvodu pokusil o osotogari, které s problémy Parisi ustál. Po přerušení se pokusil o další osotogari při kterém Brit upadl břichem na tatami a Čechoslovák se pokusil o škrcení, bez výsledku. Další čtyři minuty se oba přetahovali o úchop a Parisi dával najevo svoji technickou dominanci. Jákl se, ale držel velmi dobře. Zápas rozhodlo Parisiho krásné tai-otoshi, kterým poslal Jákla k zemi. Zápas skončil nerozhodně a rozhodčí poslali praporky do dalšího kola Brita. Ve čtvrtfinále se utkal s Američanem Wattsem, který se neřadil mezi klasické judisty. Američan tmavé pleti v mladí hrával americký fotbal a až v armádě se dostal k judu. Jeho taktikou bylo po přerušení složit soupeře na zem a tam ho upracovat. Tímto způsobem postupoval až do čtvrtfinále. Jenže Parisi v mladí hrával na slušné úrovni rugby a na skládky byl zvyknutý. Zápas trval celých 6 minut a s koncem časové doby rozhodčí poslali do semifinále judovějšího Brita, který několikrát předvedl svoji techniku. V semifinále se podle očekávání utkal se zkušeným a mazaným Francouzem Brondanim. V polovině první minuty se oba aktéři ocitli na zemi a dobré 2 minuty se přetahovali, převalovali. Brondani předvedl lepší ne-waza (boj na zemi) a dostal Parisiho levý loket do páčení. Brit v čase 3 minuty vzdal. V opravách se utkal s velezkušeným Kanaďanem Rogersem. Pamětník olympijského turnaje z před 8 let a držitel stříbrné medaile si zkušeně hlídal nástupy mladého Brita, ale zároveň sám nic nepředvedl. Rozhodčí po uplynutí časové doby poslali do finálového kola Parisiho. V něm se utkal se Sovětem Kuzněcovem. Ten procházel turnajem jako tank drtíc jednoho velikána za druhým. Brit byl v zápase aktivnější, ale prohrál v polovině zápasu čistou technikou potom co Sovět strhnul k zemi. Parisi bral bronzovou medaili a po turnaji nešetřil BJA negativními komentáři. Nechápal důvod proč nebojoval on v kategorii polotěžkých vah, ve které byl mistrem Evropy. Kategorie bez rozdílu vah je především o zkušenostech a on jako 19letý mladík byl nucen bojovat s o hlavu vyššími a o 20-30 kilo těžšími soupeři což jemu jako judistovi, který vyznával technické judo nevyhovovalo. Jako typický Ital (jižan) v sobě své pocity nedusil a otevřeně kritizoval což v budoucnu vedlo k nejednomu sporu.

### Změna barev
V roce 1973 několikrát zavítal se svým klubem Budokwai do Francie a seznámil se zde se svojí budoucí ženou. Koncem roku měli svatbu a od roku 1974 žili na jihu Francie v Avignonu. Parisi se jako Brit necítil. Ve Francii se mu zalíbilo a požádal o Francouzské občanství. V Británii byl nucen se připravovat podobným způsobem jako jeho hvězdní kolegové David Starbrook a Brian Jacks, kteří byli pověstní svojí svědomitostí a pracovitostí. Parisi byl přesný opak. Jemu vyhovovalo několik měsíců netrénovat, lenošit a s příchodem termínu důležitého turnaje začít s přípravou. Ve Francii nebyl tolik na očích a mohl si dělat skoro co chtěl. Na jeho mezinárodních výsledcích se to odrazilo. V roce 1975 s ním přesto Britové počítali s přípravou na mistrovství světa a olympijské hry v roce 1976. Vlastně neměli jinou možnost, Parisiho jediný rival Keith Remfry byl více než rok zraněný a nevypadalo to s jeho návratem dobře. Koncem jara 1975 přijel aby se účastnil domácího britského mistrovství, které bez problémů vyhrál. Nicméně před mistrovstvím světa 1975 na podzim oznámil Britům, že získal francouzské občanství a že se mistrovství světa nebude účastnit. Britové jeho rozhodnutí zprvu nechápali, protože tím se Parisi prakticky připravil o olympijské hry v Montrealu 1976. Jak je známo ke startu za novou zemi musí mít sportovec svolení země, kterou reprezentoval předtím a to se v 98 % zadarmo neuděluje. Parisi zůstal členem klubu Budokwai a je jím až do dnes.

### Francie
Ve Francii dospěl, usadil se a od roku 1977 začal svoji novou sportovní etapu. Hned v prvním roce za novou zemi na mistrovství Evropy vybojoval zlatou medaili, ale turnaj pro něj nezačal dobře. V polotěžké váhové kategorii vypadl v prvním kole s bývalým kolegou Britem Radburnem. Poslední den turnaje v kategorii bez rozdílu vah ve finále s Němcem ho hnali dopředu za zlatem především Britové. Britům judistům netrvalo dlouho a dokázali pochopit/akceptovat jeho změnu občanství. Ve Francii měl jednoho rivala se kterým soupeřil o možnost startovat na mistrovství světa nebo Evropy, Rougé.
V roce 1980 startoval na Letních olympijských hrách v Moskvě. Turnaj byl ochuzen o účast řady zemí. Nejcitelnější ztrátou v judu byla neúčast Japonců a Jihokorejců. V kategorii těžkých vah za účasti pouze 19 judistů se v prvním kole utkal s Polákem Reszkem. Polák měl respekt z Francouze a jeho taktikou bylo v obraně čekat na kontratechniku. Ve druhé minutě ho však Parisi hodil technikou seoi-otoshi a vedl na yuku. Na Rezskovi bylo aby něco vymyslel, ale to nejspíš neměli s trenérem před zápasem v plánu. Parisiho čekal ve čtvrtfinále Čechoslovák Kocma. Ten se v taktice od Poláka nelišil. Rozdíl byl pouze v délce zápasu. V polovině druhé minuty si Parisi hodil Kocmana na záda a vyhrál čistou technikou na ippon. V semifinále narazil na Brita Radburna. Oba borci se velice dobře znali. Radburn věděl jak Parisiho vybodovat a zápas podle toho i vypadal. Brit v hluboké defenzivě čekajíc na kontrachvat, ale nakonec prohrál sám na více napomínání. Ve finále se utkal s Bulharem Zaprjanovem. Zavalitý bulharský mladík (20 let) ještě minutu před koncem sahal po vítězství potom co Francouze načapal kontratechnikou na švestkách. Parisi, ale ukázal vůli vyhrát a 46s před koncem pověsil Zaprjanovi na krk stříbrnou medaili krásným ipponem (seoi-otoshi). Za necelý týden startoval v kategorii bez rozdílu vah. Nabízela se otázka zdali napodobí Wima Rusku a získá dvě zlaté medaile, ale u Pariseho se více nabízela otázka, vydrží mu vůle vyhrát? Neuspokojil se s zlatou medailí? V prvním kole měl volný los, protože mu soupeř z Jugoslávie nenastoupil. Ve čtvrtfinále se utkal s Maďarem Ozsvárem, kterého vybodoval kokou a v semifinále s domácím Sovětem Novikovem. Nervózní zápas se jen pomalu rozjížděl. První zaútočil Sovět, ale Francouz jeho útok odrazil. Potom se minutu nic nedělo a ve třetí minutě Parisimu vyšla jeho nejsilnější technika seoi-otoshi, kterou poslal Novikova na lopatky. Ve finále se utkal s Východoněmcem Lorenzem. Němec potvrdil svou taktickou vyzrálost a Parisiho kumikatu si vzorně pohlídal. V zápase se neudálo vůbec nic až na několik propagačních nástupů Francouze. Rozhodčí praporky zvolili za vítěze judistu z Východního Německa. Snad ocenili jeho obranu. Parisi tak Rusku nenapodobil a bral "pouze" stříbrnou medaili.
Po olympijských hrách v Moskvě chyběla v Parisiho sbírce už jen medaile z mistrovství světa. V roce 1971 jako 18letý mladík nestartoval, v roce 1973 vyhořel, v roce 1975 změnil občanství a nestartoval, v roce 1977 se MS zrušilo a v roce 1979 nestartoval pro zranění. V roce 1981 startoval v obou váhových kategoriích a v obou vyhořel. V těžkých vahách prohrál ve druhém kole s Korejcem Čo a v kategorii bez rozdílu vah dokonce v prvním kole s Belgičanem Wallem, jehož fyzické judo mu nesedělo. V roce 1983 s ním totiž opět prohrál v boji o třetí místo, když předtím podlehl Japonci Saito. Souboj s Japoncem byla jeho první konfrontace (30 let) s japonským judem na velkém turnaji.
V roce 1984 startoval na Letních olympijských hrách v Los Angeles. Na slavnostním zahájení nesl vlajku Francie. Olympijský turnaj v judu byl v řadě faktorů podobný s tím z před 4 lety. Pro teď se ho neúčastnily země východního bloku, takže mu odpadli soupeři z poloviny Evropy. Parisi startoval pouze v kategorii těžkých vah. V prvním kole po minutě boje vyprovodil Egyptského judoku technikou osoto-gari. Ve čtvrtfinále vrátil porážku z před 3 let Korejci Čo potom když ho minutu před koncem podrazil na tatami a dostal do držení. V semifinále se utkal s domácím Američanem Nelsonem. Američan svým silovým judem dlouho odolával náporům Francouze, ale dopustil se několika napomínání Parisi tak vyhrál. Ve finále se utkal s Japoncem Saitem, kterému před rokem na mistrovství světa podlehl. Vyrovnaný zápas s nižším, ale zavalitějším Japoncem rozhodlo jedno napomínání Parisiho. Ten tak získal stříbrnou medaili a se ziskem 4 medailí z olympijských her mezi muži judisty je držitelem platného rekordu.
Aktivní kariéru ukončil v roce 1985 potom, co dostali možnost startu na mistrovství světa jiní, mladší judisté. Věnoval se trenérské a řadě dalších činností při sportu. V roce 2004 získal vyznamenání za zásluhy. Je uznávaným senseiem juda. Preferuje školu technického juda.
```
"S judistou s nižším výkonnostním stupněm si hrajte, nezápaste s ním. Při hraní si se zlepšuje vaše technika."
[
6
]
```